# Alain Tarica
Alain Tarica est un collectionneur et un marchand d'art de Paris (Tarica Ltd). Il a analysé le cas de plusieurs tableaux considérés comme des faux. Entre autres, il a dénoncé comme fausse une Annonciation attribuée à Dirk Bouts, achetée par Ronald Lauder, qui selon les conseils de Tarica l'a retournée au vendeur. Ce tableau a ensuite été acheté par le J. Paul Getty Museum en Californie pour sept millions de dollars en 1984, et généralement accepté comme authentique. En 1991, Tarica a écrit un livre qui expose son point de vue sur cette affaire controversée.

## Sources
1. ↑  (en) Dinitia Smith, « Art Fever », New York Magazine,‎ 20 avril 1987, p. 34-43
2. ↑  Anne Rey, « POLÉMIQUE AUTOUR DE DEUX TABLEAUX SUSPECTS L'" Annonciation " de Dirk Bouts serait un faux », Le Monde,‎ 8 mars 1986 (lire en ligne)
3. ↑  (en) John Russell, « Art View; A Flemish Masterpiece Bears Up Under Scrutiny », The New York Times,‎ 4 mai 1986 (lire en ligne)
4. ↑  Alain Tarica, 7 millions de dollars pour un faux, JCLattès, France, 1991